# Рюдерсхаузен
Рюдерсхаузен (нем. Rüdershausen) — община в Германии, в земле Нижняя Саксония.
Входит в состав района Гёттинген. Подчиняется управлению Гибольдехаузен. Население составляет 877 человек (на 31 декабря 2010 года). Занимает площадь 11,68 км².
| Год  | Население |
| ---- | --------- |
| 1990 | 1029      |
| 1995 | 977       |
| 2000 | 999       |
| 2005 | 959       |
| 2010 | 894       |